# Instituto de Desenvolvimento Integrado de Minas Gerais
O Instituto de Desenvolvimento Integrado de Minas Gerais (INDI) é a agência de promoção de investimentos e comércio exterior desse estado, tendo sede na cidade de Belo Horizonte.
A missão do INDI, como agência de promoção de investimento, é atuar na prospecção, indução e atração de investimentos, bem como na assistência a empreendimentos para o desenvolvimento sustentável do estado.
Fundado em 1968, foi a primeira agência de promoção de investimento da América do Sul, servindo de modelo para a criação de instituições similares em outras unidades da Federação brasileira. O Instituto é vinculado à Secretaria de Estado de Desenvolvimento Econômico (SEDE) de Minas Gerais e é mantido pela Companhia de Desenvolvimento Econômico de Minas Gerais (CODEMIG) e pelo Banco de Desenvolvimento de Minas Gerais (BDMG). O INDI presta assistência aos investidores que pretendem instalar unidades produtivas em Minas Gerais e apoia os empreendimentos que já se encontram instalados no Estado, auxiliando-os nos processos de expansão, relocalização, ampliação da competitividade e promoção do comércio exterior. Todo o trabalho desenvolvido pelo INDI é realizado de forma gratuita, sem ônus para o investidor.

## História
Na segunda metade do Século XX, o governo mineiro deu início a um processo de modernização. Na Década de 1950, Minas Gerais demandava investimentos em infraestrutura para que os investidores pudessem se instalar no Estado. O então governador Juscelino Kubitschek criou a CEMIG, que garantiu fornecimento de energia elétrica à economia industrial em consolidação.
No começo da década de 60, foi criado o Banco de Desenvolvimento de Minas Gerais (BDMG), que veio atender à necessidade de um agente financiador que pudesse assegurar aos empresários uma forma ágil e segura de receber recursos e soluções de financiamento a juros baixos e longo prazo.
Ainda era necessário um órgão especializado no apoio aos empresários mineiros e na atração de empresas e investimentos.

### Fundação
Em 30 de maio de 1968, por meio de contrato social assinado pela CEMIG e o BDMG, foi criado o Insituto de Desenvolvimento Industrial de Minas Gerais. O instituto tinha o objetivo de promover o desenvolvimento econômico com a atração de novas indústrias para o estado.
O instituto contou com o apoio da consultoria americana Arthur D. Little (ADL) para iniciar as atividades, estruturar e treinar o quadro de pessoal para a promoção de investimentos em Minas Gerais. A consultoria também auxiliou ao Instituto nos primeiros contatos com investidores estrangeiros e divulgação de Minas Gerais principalmente nos Estados Unidos e Europa.

### Alteração do nome e do objeto social do INDI em 2005
A Lei Estadual 15.682, de 20/07/2005, alterou a denominação e o objeto social do Instituto de Desenvolvimento Industrial de Minas Gerais – INDI, que passou a se chamar Instituto de Desenvolvimento Integrado de Minas Gerais – INDI. A lei define o instituto como uma pessoa jurídica de direito privado, na forma de sociedade simples, sem fins lucrativos, integrante da área de competência da Secretaria de Estado de Desenvolvimento Econômico de Minas Gerais (SEDE) nos termos da Lei Delegada nº 118, de 25 de janeiro de 2007. A lei, também, fixou as participações da CEMIG e do BDMG como mantenedoras. Nessa época, o INDI passou a se dedicar, além do desenvolvimento industrial, ao acompanhamento de projetos nas áreas de serviços, comércio e agronegócios.

### Reforma Administrativa de 2016
Em 2016, houve alteração na composição societária do Instituto, que passou a ser mantido financeiramente pela Companhia de Desenvolvimento Econômico de Minas Gerais (CODEMIG) e pelo Banco de Desenvolvimento de Minas Gerais S.A. (BDMG), cabendo a cada um 50% das cotas.
Ainda em 2016, o INDI passou a promover o comércio exterior do estado de Minas Gerais.

### Reforma Administrativa de 2019
Em 2019, houve uma nova reforma administrativa com a publicação da Lei 23.304 de 30 de maio de 2019. A lei alterou a estrutura orgânica do poder executivo do estado. O Instituto passou a ser subordinado por vinculação à Secretaria de Estado de Desenvolvimento Econômico (SEDE), trabalhando em conjunto pelo desenvolvimento econômico de Minas Gerais.

## Promoção de investimentos
Com mais de cinco décadas de atuação sob os auspícios da Companhia de Desenvolvimento Econômico de Minas Gerais (Codemig), Cia. Energética de Minas Gerais (CEMIG) e do Banco de Desenvolvimento de Minas Gerais (BDMG), o INDI divulga o Estado, promove novos negócios, apoia a expansão dos já existentes e capta investimentos com o objetivo de ampliar e consolidar o parque produtivo local, solidificando o crescimento econômico e social mineiro. Operando em sintonia com a Secretaria de Estado de Desenvolvimento Econômico (SEDE), está equipado para prestar ao empresário, sem qualquer ônus, a assistência necessária quando da decisão e implantação de um empreendimento.
Através de seu corpo técnico, formado por especialistas nos mais diversos segmentos econômicos, o INDI assiste todas as fases do empreendimento, da concepção à implantação e operação, estendendo esse apoio aos projetos de diversificação, modernização, relocalização e expansão.
Estudos para localização de investimentos, análises setoriais da indústria, seminários de desenvolvimento setorial e acordos de cooperação internacional são alguns dos instrumentos de trabalho utilizados pela Agência de Promoção de Investimentos de Minas Gerais.
Dentre os projetos que se instalaram em Minas Gerais e que contaram com auxílio do INDI podem ser destacadas a instalação da Fiat Automóveis em Betim, Mercedes-Benz em Juiz de Fora, Cenibra  em Belo Oriente, Helibras em Itajubá, Danone  em Poços de Caldas, Iveco  em Sete Lagoas, Nestlé em Montes Claros, Black & Decker em Uberaba, Toshiba em Contagem e diversas outras empresas.

## Promoção do comércio exterior
O instituto promove o comércio dos produtos e serviços mineiros no exterior por meio de apoio à participação de empresas mineiras em feiras internacionais, prospecção de mercados, missões comerciais, apoio à melhoria de produtos e processos para conquista de certificações, atendimento ao exportador mineiro, treinamentos técnicos e cursos voltados para comércio exterior, além de outras ações voltadas para fomentar negócios internacionais.

## Protagonismo
Além de ter sido a primeira agência de promoção de investimentos da América do Sul, o INDI, no início dos anos 2000, tornou-se o primeiro órgão brasileiro a participar da World Association of Investment Promotion Agencies (Waipa), entidade sediada em Genebra, que congrega as principais agências de promoção de investimento do mundo.
Em 2004, o INDI recebeu da Waipa o prêmio Best Business Linkage Program pelo Programa de Mineirização dos Fornecedores da FIAT Automóveis, voltado a atrair para a RMBH empresas que atendessem a demanda da montadora por peças e acessórios.
Em 2019 o INDI se torna o diretor para a América do Sul da Associação Mundial de Agências de Promoção de Investimento (WAIPA, na sigla em inglês), que tem entre suas associadas as principais agências de promoção de investimentos do mundo. Isso projeta o estado de Minas internacionalmente, potencializando o trabalho do INDI.

## Outras ações
Além de participar da atração de investimentos o Instituto propõe que sejam criadas políticas públicas para que seja melhorado o ambiente de negócios em Minas Gerais. Participa de fóruns e prospecção de investimentos dentro e fora do Brasil para atração de projetos. Também acompanha as empresas instaladas para que as auxiliem no caso de expansões e das atividades após instalação para que possa auxiliar que os empreendimentos atuem em Minas Gerais da melhor maneira possível.